# إدوارد ووكر (مخترع)
إدوارد ووكر (بالإنجليزية: Edward Craven Walker)‏ (و. 1918 – 2000 م) هو مخترع، ومخرج أفلام بريطاني، ولد في سنغافورة، توفي في لندن، عن عمر يناهز 82 عاماً، بسبب سرطان.

## وصلات خارجية
- إدوارد ووكر على موقع IMDb (الإنجليزية)
- إدوارد ووكر على موقع كينوبويسك (الروسية)

- إدوارد ووكر في قاعدة بيانات الأفلام على الإنترنت